# Car Wash (film)
Pour les articles homonymes, voir Car Wash.
Pour plus de détails, voir Fiche technique et Distribution.
Car Wash est un film américain  réalisé par Michael Schultz et sorti en 1976. Produit par Universal Pictures. La bande originale disco, dont la chanson homonyme, est signée par le groupe Rose Royce.

## Scénario
Le film conte une journée ordinaire dans une station de lavage manuelle de Los Angeles. On trouve le patron américain type (Sully Boyar) affublé de son fils maoïste, les laveurs de voiture, petites gens venus de tous les horizons (Jack Kehoe, Pepe Serna, Henry Kingi, Clarence Muse), et les divers clients (Lorraine Gary, Richard Pryor, Irwin Corey), tous sont plus farfelus les uns que les autres : le rebelle prônant la suprématie noire (Bill Duke), l’ancien détenu, l'obèse surnommé Hippo, les jeunes écervelés, l’homosexuel (Antonio Fargas), le bookmaker, les danseurs qui croient qu'Hollywood les attend, l’amoureux transi (Franklyn Ajaye), qui rêve de devenir un super-héros, mais qui n'arrive pas à séduire la serveuse du restaurant d'en face (Tracy Reed). 
Un tableau tendre mais caustique d'une Amérique loin des Bling-Bling et du rêve américain. Une dénonciation crue de la différence entre gagnants et perdants au pays du tout ou rien. Un très bel exemple de la période dite de la blaxploitation avec une grande majorité d'acteurs noirs ou issus de minorités. (Latinos, indiens, etc.) Le tout rythmé par la formidable musique du groupe Rose Royce qui signe là une des plus belles bandes originales de l'histoire du cinéma et plus particulièrement de la période disco. Digne de Saturday Night Fever, de Grease de Xanadu ou de Fame.

## Fiche technique
- Réalisation : Michael Schultz
- Scénario : Joel Schumacher
- Production : Art Linson, Don Phillips, Gary Stromberg
- Musique : Norman Whitfield & Rose Royce
- Photographie : Frank Stanley
- Montage : Christopher Holmes
- Direction artistique : Robert Clatworthy
- Costumes : Daniel Paredes
- Durée : 97 min
- Société de production & distribution : Universal Pictures
- Genre : Comédie, musique
- Pays :  États-Unis
- Langue : anglais
- Couleur : Color (Technicolor)
- Son : Dolby
- Sortie :
  - États-Unis : 15 octobre 1976
  - France : 8 juin 1977
- Affiche : Jouineau Bourduge (France)

## Distribution
- Darrow Igus : Loydd
- Dewayne Jessie : Floyd
- Franklyn Ajaye (VF : Med Hondo) : T.C. Elcott , "la mouche"
- Bill Duke (VF : Tola Koukoui) : Duane - Abdullah, "le révolté"
- George Carlin (VF : Alain Dorval) : Le chauffeur de taxi
- Irwin Corey (VF : Guy Pierrault) : L'homme à la bombe bouteille
- Ivan Dixon (VF : Yves Massard) : Lonnie
- Antonio Fargas (VF : Daniel Brémont) : Lindy
- Jack Kehoe : Scruggs
- Clarence Muse (VF : Robert Liensol) : Snapper
- Lorraine Gary (VF : Jacqueline Porel) : Miss Beverley  Hills
- The Pointer Sisters : Wilson Sisters (elles y interprètent 'You gotta believe')
- Richard Pryor (VF : Daniel Kamwa) : Papa Riche
- Tracy Reed (VF : Sylviane Margollé) : Mona, la serveuse
- Richard Brestoff (VF : Jean-François Vlérick) : Irwin, le fils maoïste
- Michael Fennell : Calvin, le garçon au skateboard
- Arthur French : Charlie
- Leonard Jackson (VF : Théo Légitimus) : Earl, "Brosse à reluire"
- Lauren Jones : La belle fille noire, blonde puis rousse
- Sully Boyar (VF : Albert de Médina) : Mr B, le patron du car-wash
- Henry Kingi (VF : Pierre Saintons) : Goody, l'indien au chapeau en forme de souris
- Garrett Morris : Slide, le bookmaker
- Leon Pinkney (VF : Emmanuel Gomès-Dekset) : Justin
- Pepe Serna (en) (VF : José Luccioni) : Chucco
- Melanie Mayron (VF : Béatrice Delfe) : Marsha
- James Spinks : Hippo
- Ray Vitte (VF : Greg Germain) : Geronimo
- Ren Woods (VF : Maïk Darah) : Loretta
- Antonie Becker : Charlène
- Erin Blunt : Le fils de Lonnie
- Otis Sistrunk : Otis, le patron du resto
- Tim Thomerson (VF : Daniel Gall) : Kenny, le dragueur
- Jason Bernard (VF : Denis Savignat) : L'officier de probation de Lonnie

## Sortie vidéo
Le film sort en DVD et combo DVD/Blu-ray le 7 juillet 2020, édité par Elephant Films.